# Elke Büdenbender

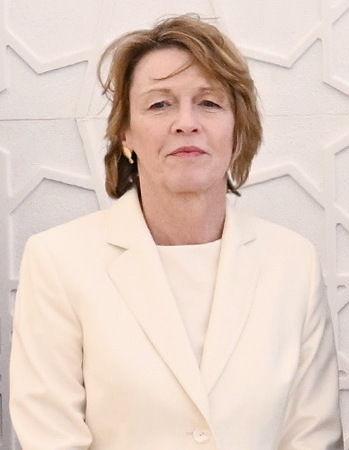
Elke Büdenbender (2025)

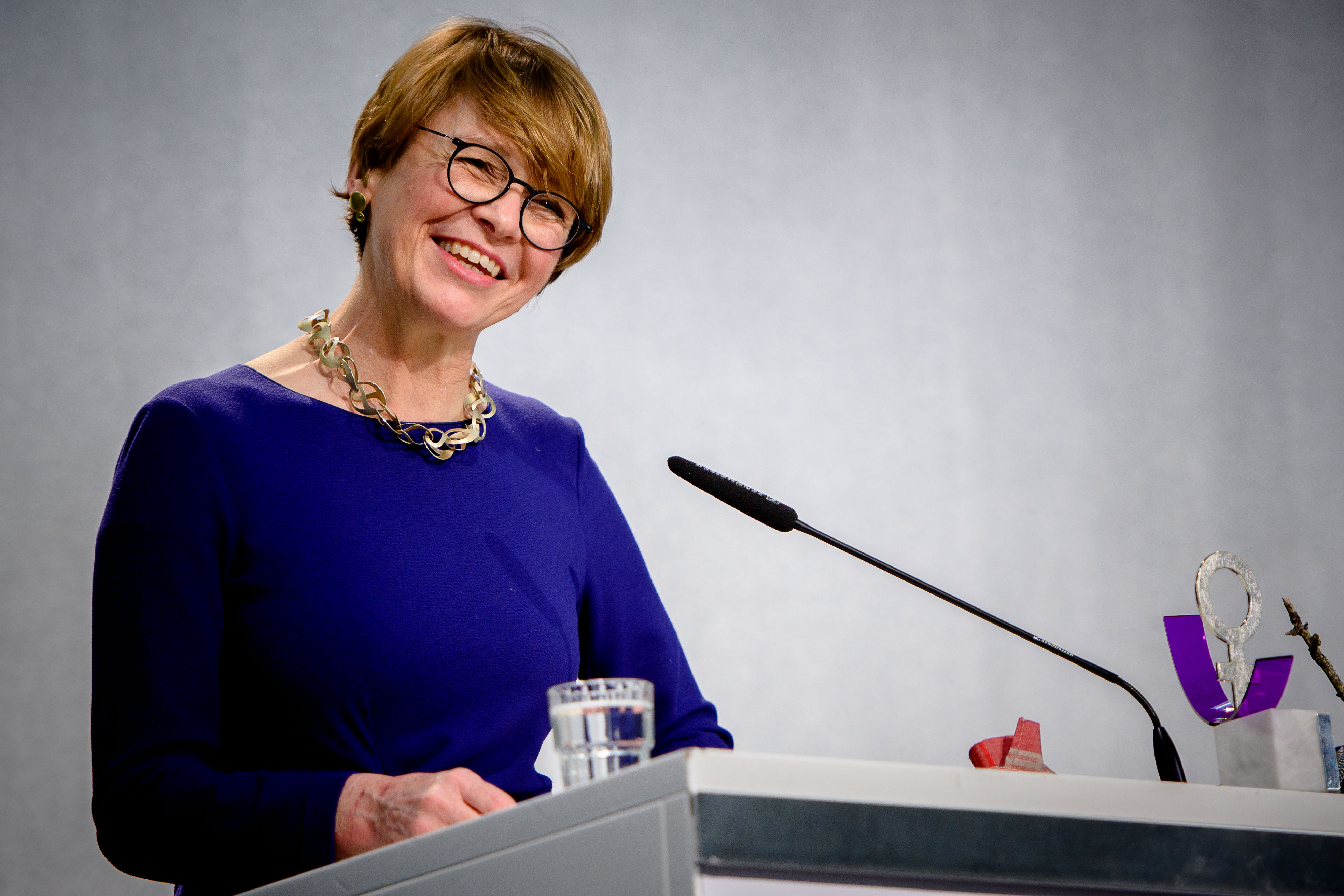
Elke Büdenbender (2020)

Elke Büdenbender (* 14. Januar 1962 in Weidenau, Kreis Siegen) ist eine deutsche Juristin. Am 27. Dezember 1995 heiratete sie den damaligen Ressortkoordinator der niedersächsischen Landesregierung und heutigen Bundespräsidenten Frank-Walter Steinmeier und ist somit seit dem 19. März 2017 Deutschlands „First Lady“.

## Leben
Büdenbender stammt aus einer römisch-katholischen Familie im Siegerland und ist in Salchendorf, einem Ortsteil von Netphen, aufgewachsen. Ihr Vater war Tischler, ihre Mutter Hauswirtschaftslehrerin. Sie war das erste Kind in ihrer Familie, das ein Universitätsstudium absolviert hat.
Nach einer Ausbildung zur Industriekauffrau holte sie ihr Abitur auf dem Siegerland-Kolleg nach. Im Jahre 1985 begann sie ein Jurastudium an der Gießener Justus-Liebig-Universität. Während dieses Studiums lernte sie 1988 Frank-Walter Steinmeier kennen, den sie im Jahr 1995 heiratete. Gemeinsam haben sie eine 1996 geborene Tochter. Eine Ausbildungsstation ihres in Hannover begonnenen Rechtsreferendariats absolvierte sie bei der Deutschen Botschaft in Washington. Nach dem Abschluss des Referendariats im Jahre 1994 trat sie ihre erste Stelle als Verwaltungsrichterin am Verwaltungsgericht Hannover an. Von 2000 bis 2017 und von 2022 bis 2025 war sie als Richterin mit Schwerpunkt Sozialrecht am Verwaltungsgericht Berlin tätig, von 2022 bis 2025 in Teilzeit. Dort war sie zuletzt als Beisitzerin der 4. Kammer zugewiesen. Ende Juni 2025 trat sie in den Ruhestand ein.
Am 24. August 2010 wurde Büdenbender eine von ihrem Ehemann gespendete Niere transplantiert. Nach der Wahl ihres Mannes zum Bundespräsidenten ließ sie sich in der ersten Amtsperiode von ihrem Richteramt beurlauben.
Seit April 2017 ist Elke Büdenbender Schirmherrin von UNICEF in Deutschland, seit Oktober 2017 zudem der Initiative Klischeefrei, einem Bündnis zur Berufs- und Studienwahl frei von Geschlechterklischees. Seit dem 1. Januar 2023 ist sie Mitglied des Kuratoriums der Stiftung Deutsche Schlaganfall-Hilfe.

## Positionen
In einem Beitrag in der Monatszeitschrift Herder Korrespondenz vertrat Büdenbender im Februar 2025 die Ansicht, die christlichen Kirchen hätten „das Potenzial, eine wichtige Rolle bei der Förderung von Frauenrechten und der Schaffung einer gerechteren Gesellschaft zu spielen“. Zunächst gehe es jedoch darum, zu prüfen, wie „die aktuelle kirchliche Praxis in eine gendergerechtere Zukunft umgestaltet werden“ könne. Speziell an der römisch-katholischen Kirche, der sie selber angehört, kritisierte sie den privilegierten Zugang von Männern zu höheren Kirchenämtern.

## Auszeichnungen
- Großkreuz des Ordens de Isabel la Católica (2022)

## Publikationen
- Welt der Frauen: von Worten und Taten, die für uns alle gut sind. Herausgegeben von Michelle Müntefering; mit einem Vorwort von Elke Büdenbender, Elisabeth Sandmann Verlag, München 2021, ISBN 978-3-945543-93-1.
- Der Tod ist mir nicht unvertraut: ein Gespräch über das Leben und das Sterben; Mit Eckhard Nagel, Ullstein, Berlin 2022, ISBN 978-3-550-20211-7.